# هيلينامورينو
هيلينا نانسي مورينو ولدت في 30 ديسمبر 1977، هي صحفية وسياسية أمريكية تعمل رئيسة لمجلس مدينة نيو أورلينز وأول عضو في مجلس القسم. كانت مورينو عضواً ديمقراطياً سابقاً في مجلس نواب لويزيانا حيث مثلت المنطقة 93. تم انتخابها لأول مرة في مايو 2010 خلال انتخابات خاصة ولم تكن هناك معارضة في إعادة انتخابها في خريف 2011، و في 14 أكتوبر 2017 تم انتخاب مورينو بمنصب جيد في مجلس مدينة نيو أورلينز، وفازت بما يقرب من 2-1 ضد خصميها، زميلها ممثل الدولة الديمقراطية جوزيف بوي جونيور، والديمقراطي كينيث كاتنو. وتجنبت جولة الإعادة.

## بداية حياتها وتعليمها
ولدت هيلينا مورينو في مدينة فيراكروز الساحلية بولاية فيراكروز بالمكسيك، وهي ابنة فيليكس ونانسي بيرسون مورينو. انتقلت مع والديها إلى هيوستن تكساس حيث تخرجت عام 1995 من المدرسة الأسقفية الثانوية. تخرجت مورينو عام 1999 في مجال الاتصال الجماهيري من جامعةSouthern Methodist (SMU)  في دالاس، تكساس، حيث كتبت في Daily Campus. درست أيضاً في الجامعة الأمريكية في مقاطعة كولومبيا في أثناء عملها في البيت الأبيض للسيدة الأولى هيلاري كلينتون. تتحدث مورينو لغتها الأم الإنجليزية والإسبانية، ودرست لمدة ستة أشهر في مدريد، إسبانيا.

## التخصص

### الصحافة
قبل التخرج من SMU، أكملت مورينو دورات تدريبية مع KTRK-TV و KHOU-TV في هيوستن. بعد التخرج، ذهبت إلى WTOC-TV في سافانا، وجورجيا، حيث جرى تعيينها من قبل Hearst-Argyle Broadcasting Corporation لتلفزيون WDSU في نيو أورلينز. في WDSU، أصبحت مورينو مذيعة الأخبار الصباحية. قدمت تقاريرها وخلال إعصار كاترينا حصلت على أوسمة، بما في ذلك أفضل مذيع للعام من اتحاد المعلمين في لويزيانا، التابع لـ (AFL-CIO). خلال مسيرتها المهنية في الصحافة، حصلت على العديد من الجوائز من وكالة Associated Press، وحصلت على جائزة أفضل مراسلة تلفزيونية من قبل قراء مجلة Gambit Magazine لمدة أربع سنوات متتالية، وكانت جزءًا من الفريق الذي حصل على جائزة إيمي عن التغطية المتميزة أثناء إعصار كاترينا. تركت عملها الإعلامي الإذاعي في عام 2008 لمتابعة الخدمة العامة.

#### السياسة
في مارس 2008، استقالت مورينو من WDSU لتحدي نائب الولايات المتحدة الحالي ويليام جيفرسون في الانتخابات التمهيدية الديمقراطية في منطقة الكونجرس الثانية في لويزيانا. كانت حملتها تصر على الحصول على (الإجابات التي نستحقها) فيما يتعلق بالجهود غير الكافية لإعادة بناء نيو أورلينز بعد إعصار كاترينا. حصلت على أصوات كافية لإجبار شاغل المنصب على إجراء انتخابات الإعادة، والتي فاز بها جيفرسون.
هُزم جيفرسون بعد ذلك، في الانتخابات العامة، من قبل الجمهوري جوزيف كاو، الذي حظي بتأييد مورينو وكذلك الديمقراطيين الآخرين مثل عضو مجلس المدينة جاكلين بريشتيل كلاركسون وستايسي هيد.
في عام 2010، بعد انتخاب كارين كارتر بيترسون لعضوية مجلس شيوخ ولاية لويزيانا، أصبحت مورينو مرشحاً لمقعد بيترسون الذي أُخلي في المنطقة 93 في مجلس نواب لويزيانا. جرت الانتخابات التمهيدية الخاصة في 1 مايو 2010، حيث حصلت مورينو على 27 بالمئة من الأصوات ودخلت في انتخابات الإعادة مع جيمس بيري، الذي حصل على 38 بالمئة. اشتملت معظم حملة الإعادة، التي فازت بها مورينو، على قضايا شخصية تتعلق بادعاءات بوقوع مخالفات مرورية. كانت هذه الادعاءات، التي تعامل بيري معها، قبل أسبوعين من جولة الإعادة، حتى انسحبت Times-Picayune، التي أيدت بيري في وقت سابق.

## الحياة الشخصية
مورينو أيضاً سمسار عقارات في Talbot Realty Group في نيو أورلينز وتعيش في أبتاون، نيو أورلينز مع زوجها، كريس ميكس.